# Río Curaco (Illapén)
El río Curaco es un curso natural de agua que nace como emisario del lago Colico y fluye con dirección general oeste en la Región de La Araucanía hasta desembocar en la ribera sur del río Allipén.
Este río es a veces llamado río Colico, por su origen, pero antiguamente se le llamaba río Quechurehue.: 464 

## Trayecto
El río Curaco es uno de los más importantes afluentes del río Allipén por su ribera sur y tiene una longitud de 15 km.

## Caudal y régimen
Con respecto a su régimen, el informe de la DGA concluye que la hoya hidrográfica del río Allipén, desde su nacimiento en la junta de los ríos Trufultruful con el Zahuelhue, hasta su desembocadura en el río Toltén, incluyendo al río Curaco, tiene un régimen pluvio–nival, donde la influencia nival disminuye a medida que se baja en esta subcuenca. Las crecidas se observan en los meses de invierno y los niveles menores de caudal en el verano. En años lluviosos los mayores caudales ocurren entre junio y julio, producto de lluvias invernales, y en menor medida entre octubre y diciembre, producto de una leve influencia nival. En años normales y secos los mayores caudales también se deben a aportes pluviales, presentándose entre junio y agosto. El período de menores caudales se observa en el trimestre dado por los meses de febrero, marzo y abril.: 54–55 

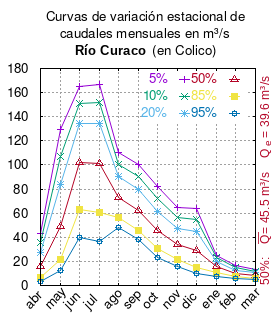
Curvas de variación estacional del río Curaco en Colico.

El caudal del río (en un lugar fijo) varía en el tiempo, por lo que existen varias formas de representarlo. Una de ellas son las curvas de variación estacional que, tras largos periodos de mediciones, predicen estadísticamente el caudal mínimo que lleva el río con una probabilidad dada, llamada probabilidad de excedencia. La curva de color rojo ocre (con {\displaystyle {\color {Red}\vartriangle }}) muestra los caudales mensuales con probabilidad de excedencia de un 50%. Esto quiere decir que ese mes se han medido igual cantidad de caudales mayores que caudales menores a esa cantidad. Eso es la mediana (estadística), que se denota Qe, de la serie de caudales de ese mes. La media (estadística) es el promedio matemático de los caudales de ese mes y se denota {\displaystyle {\overline {Q}}}. 
Una vez calculados para cada mes, ambos valores son calculados para todo el año y pueden ser leídos en la columna vertical al lado derecho del diagrama. El significado de la probabilidad de excedencia del 5% es que, estadísticamente, el caudal es mayor solo una vez cada 20 años, el de 10% una vez cada 10 años, el de 20% una vez cada 5 años, el de 85% quince veces cada 16 años y la de 95% diecisiete veces cada 18 años. Dicho de otra forma, el 5% es el caudal de años extremadamente lluviosos, el 95% es el caudal de años extremadamente secos. De la estación de las crecidas puede deducirse si el caudal depende de las lluvias (mayo-julio) o del derretimiento de las nieves (septiembre-enero).

## Historia
Luis Risopatrón lo describe en su Diccionario jeográfico de Chile (1924):: 280 
Curaco (Río). De aguas claras, sale del estremo W del lago Colico, corre hacia el W i se vácia en la márjen S del curso inferior del río Allipén.